# ناغورسكوي
ناغورسكوي هو مدرج يقع في أرض ألكساندرا، أوبلاست أرخانغلسك،روسيا وهي كذلك قاعدة عسكرية في أقصى شمال روسيا.